# Kmínek
Horská chata Kmínek se nachází na horském hřbetě, který kopíruje česko-slovenskou státní hranici na jižním úbočí Korytova (881 m) v Moravskoslezských Beskydech. Po administrativní stránce patří obec Makov v okrese Čadca Žilinského kraje Slovenska. V chatě je možnost ubytování, když poskytuje 36 lůžek pro 2 až 5 osob a jídelnu pro 60 osob s terasou.

## Historie
Chatu postavil v roce 1918 hostinský Vincent Kmínek. Po 2. světové válce byl majitel odsunut a chata znárodněna. Následně často měnila majitele, v čemž se vystřídalo několik podniků. V roce 1948 byla provedena rozsáhlá rekonstrukce a k další úpravě pak došlo v roce 1988.

## Přístup
Chata je přístupná po celý rok:
- po silnici z Bumbálky kolem Masarykovy chaty nebo Makova
- po  zelené turistické značce a lesní cestě z Bílé
- po  zelené a  červené turistické značce z Bílé
- po  červené turistické značce z Bumbálky kolem Masarykovy chaty nebo z Kelčovského sedla.
- po  zelené turistické značce z Makova (část Riečky) přes sedlo pod Bitalovcami
- po  modré turistické značce z Korně přes Vyšný Kelčov a Lieskov